# 元子正
元子正（508年—528年5月17日），字休度，河南郡洛阳县（今河南省洛阳市东）人，魏献文帝拓跋弘之孙，彭城武宣王元勰与李媛华的嫡生幼子，北魏宗室、官员。

## 生平
元子正美貌，性格宽厚谦和。熙平年间，北魏朝廷追论元勰的功绩，分封元勰的另外三个儿子为县公，元子正因此被封为霸城县开国公，食邑一千户。元子正后被任命为散骑侍郎，没有上任，改任中书侍郎，又转任太常少卿。建义元年夏四月，尔朱荣率领军队抵达河内郡，派遣王相来联络元子正的哥哥元子攸，四月丙申（528年5月13日），元子正随着哥哥元劭、元子攸趁夜从高诸渡过黄河，四月丁酉（528年5月14日），元子攸等人在河阳汇合尔朱荣。四月戊戌（528年5月15日），元子攸南渡黄河，登基为皇帝，元子正被任命为侍中、骠骑大将军、司徒公、兼任尚书令，封始平郡王。建义元年岁在戊申四月戊子朔十三日庚子（528年5月17日），尔朱荣发动河阴之变，尔朱荣命令数十人拔刀走向魏孝庄帝元子攸行宫，魏孝庄帝与元劭、元子正一起走出帐外。尔朱荣之前派遣并州人郭罗刹、西部高车人叱列平在魏孝庄帝身边侍卫，欺骗魏孝庄帝要防备，将魏孝庄帝抱进帐，其余的人当即杀死元劭和元子正。事情平息后，朝廷赠予元子正假黄钺、侍中、都督中外诸军事、大将军、相国、录尚书事，始平郡王如故，赐给皇帝使用的车辆旌旗、车盖装饰、前后部仪仗鼓吹、虎贲班剑一百人，谥号文贞，八月丙戍朔廿四日己酉（528年9月12日）葬于山陵。

## 家庭

### 父母
- 元勰，北魏假黄钺、侍中、太师、领司徒、都督中外诸军事、彭城武宣王
- 李媛华，北魏使持节、侍中、镇西大将军、开府仪同三司、并州刺史、敦煌宣公李宝孙女，北魏司空、清淵文穆公李沖第四女

### 兄弟姐妹
- 元莒犁，北魏寿阳公主
- 元子直，北魏持节、督梁州诸军事、冠军将军、梁州刺史、陈留王
- 元劭，北魏散骑常侍、平东将军、彭城王，追尊魏孝宣帝
- 元楚华，北魏光城公主
- 元季瑶，北魏丰亭公主
- 元子攸，魏孝庄帝
- 宁陵公主

### 子女
- 元世道，承袭为始平王